# Rachicerus nimbosus
Rachicerus nimbosus är en tvåvingeart som beskrevs av Akira Nagatomi 1970. Rachicerus nimbosus ingår i släktet Rachicerus och familjen vedflugor. Inga underarter finns listade i Catalogue of Life.